# Tramlijn 13 (Rotterdam)
Tramlijn 13 is een voormalige tramlijn in de Nederlandse stad Rotterdam. De lijn liep van Diergaarde Blijdorp naar de Rotterdamse buitenwijk De Esch.
De eerste lijn 13, die in 1921 dienst kwam bij de RETM, reed de route Wilhelminakade - Groene Hilledijk. In 1931 is deze lijn wegens bezuinigingen opgeheven. In 1934 kwam er een nieuwe lijn 13 met de route Groene Hilledijk - Station D.P., welke op 1 juli 1936 opnieuw werd opgeheven.
Op 22 augustus 1994 kwam er een nieuwe lijn 13. Deze tramlijn 13 werd ingesteld om tramlijn 3 op  drukke tijden op het traject naar de Esch te versterken. Sinds 2 juni 1996 reed lijn 13 ook de lus door de wijk Blijdorp maar rechtsom in plaats van linksom zoals lijn 3. Op de stille tijden werd alleen de lus door Blijdorp gereden en was de lijn exploitatief gekoppeld aan lijn 1 die op die tijden slechts tot het Centraal Station reed.  

## Opheffing lijn 13
Tramlijn 13 kwam op 28 augustus 2000 te vervallen omdat er te weinig reizigers werden vervoerd.
Tramlijn 3 reed sinds het vervallen van tramlijn 13 niet meer naar 'de Esch' maar naar de Kleiweg. Zo nam tramlijn 3 een deel over van de eveneens vervallen tramlijn 6, en begon tramlijn 3 zijn route van de Diergaarde naar de Kleiweg. Het resterende traject (Beurs-De Esch) werd overgenomen door tramlijn 1 (tegenwoordig tramlijn 21), die tot dan toe slechts tot het Oostplein reed.